# Danylo Karas'
Danylo Andrijovyč Karas' (in ucraino Данило Андрійович Карась?; Berdjans'k, 2 gennaio 1997) è un calciatore ucraino, difensore dell'Obolon'.

## Caratteristiche tecniche
È un difensore centrale.

## Carriera
Ha giocato quasi sempre esclusivamente nel campionato ucraino di calcio. Nella stagione 2019-2020 ha giocato in Tercera Federación, la quinta categoria del campionato spagnolo di calcio.